# Maldingen
Maldingen (Frans: Maldange) is een plaats in de Duitstalige Luikse gemeente Burg-Reuland.

## Geschiedenis
In 1688 was sprake van een kapel, welke in 1776 door een kerk werd vervangen. De oude kapel werd tijdens de Tweede Wereldoorlog zwaar beschadigd en in 1945 werd deze gesloopt.
De huidige Sint-Janskerk werd in 1926 gebouwd, naar ontwerp van Henri Cunibert.

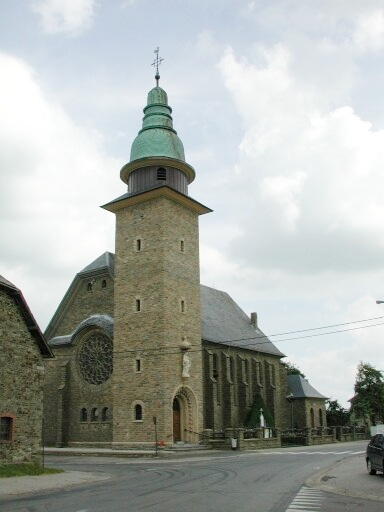
Sint-Janskerk

## Natuur en landschap
Ten noordwesten van het dorp ontspringt de Braunlauf, welke in oostelijke richting naar de Our stroomt.

## Nabijgelegen kernen
Beho, Aldringen, Braunlauf, Grüfflingen
Deelgemeenten: Reuland · Thommen

Overige kernen: Aldringen · Alster · Auel · Bracht · Braunlauf · Diepert · Dürler · Espeler · Grüfflingen · Koller · Lascheid · Lengeler · Maldingen · Malscheid · Maspelt · Oberhausen · Oudler · Ouren · Richtenberg · Steffeshausen · Stoubach · Weidig · Weisten · Weweler

Belgische gemeenten · Duitstalige Gemeenschap · Arrondissement Verviers · Luik · Wallonië